# Autobahnkreuz München-West
Das Autobahnkreuz München-West (Abkürzung: AK München-West; Kurzform: Kreuz München-West) ist ein Autobahnkreuz in Bayern in der Metropolregion München. Hier kreuzen sich die Bundesautobahn 8 (Saarland – Stuttgart – München – Salzburg) und die Bundesautobahn 99 (Autobahnring München).

## Geographie
Das Autobahnkreuz liegt auf dem Stadtgebiet der bayrischen Landeshauptstadt München. Die nächstgelegenen Stadtteile sind Aubing-Lochhausen-Langwied, Allach-Untermenzing und Pasing-Obermenzing. Es befindet sich etwa 45 km südöstlich von Augsburg, etwa 25 km nördlich von Starnberg und etwa 12 km westlich der Münchener Innenstadt.
Das Autobahnkreuz München-West trägt auf der A 8 die Anschlussstellennummer 81, auf der A 99 die Nummer 8.

## Ausbauzustand
Die A 8 ist in diesem Bereich, genau wie die A 99, auf 4 Fahrstreifen befahrbar. Alle Überleitungen sind einstreifig.
Das Kreuz ist in Form eines unvollständigen Kleeblatts angelegt.
Die fehlenden Relationen werden von der Eschenrieder Spange bedient. 2012 wurden diese als Betriebsrampen doch noch gebaut.

## Verkehrsaufkommen
Das Kreuz war im Jahr 2015 einer der meistbefahrenen Straßenknotenpunkte in Bayern mit etwa 108.000 Fahrzeugen pro Tag.
| Von                          | Nach                         | Durchschnittliche tägliche Verkehrsstärke | Durchschnittliche tägliche Verkehrsstärke | Durchschnittliche tägliche Verkehrsstärke | Anteil Schwerlastverkehr | Anteil Schwerlastverkehr | Anteil Schwerlastverkehr |
| Von                          | Nach                         | 2005                                      | 2010                                      | 2015                                      | 2005                     | 2010                     | 2015                     |
| ---------------------------- | ---------------------------- | ----------------------------------------- | ----------------------------------------- | ----------------------------------------- | ------------------------ | ------------------------ | ------------------------ |
| AS München-Langwied (A 8)    | AK München-West              | 33.000                                    | 40.000                                    | 43.800                                    | 5,6 %                    | 6,0 %                    | 5,2 %                    |
| AK München-West              | AS München-Obermenzing (A 8) | 41.800                                    | 31.800                                    | 34.100                                    | 6,9 %                    | 4,9 %                    | 4,8 %                    |
| AS München-Lochhausen (A 99) | AK München-West              | 20.300                                    | 66.900                                    | 76.200                                    | 5,3 %                    | 8,3 %                    | 8,5 %                    |
| AK München-West              | AD München-Allach (A 99)     | 30.800                                    | 54.700                                    | 61.500                                    | 6,4 %                    | 8,8 %                    | 8,8 %                    |